# Pterois andover
Pterois andover és una espècie de peix pertanyent a la família dels escorpènids.

## Descripció
- La femella fa 16,8 cm de llargària màxima.[1]

## Hàbitat
És un peix marí, bentopelàgic i de clima tropical que viu entre 3-70 m de fondària.

## Distribució geogràfica
Es troba al Pacífic occidental: Indonèsia i Papua Nova Guinea.

## Observacions
És inofensiu per als humans.